# Campionat d'Europa de natació de 1931
El Campionat d'Europa de natació de 1931 va ser la tercera edició del Campionat d'Europa de natació. La competició es va disputar entre el 23 i el 30 d'agost de 1931 a París, França.

## Medaller
País amfitrió 
| Posició | País           | Or | Plata | Bronze | Total |
| 1       | Hongria        | 5  | 2     | 2      | 9     |
| 2       | Alemanya       | 3  | 4     | 4      | 11    |
| 3       | Països Baixos  | 3  | 2     | 0      | 5     |
| 4       | Àustria        | 2  | 1     | 1      | 4     |
| 5       | Regne Unit     | 1  | 3     | 3      | 7     |
| 6       | França         | 1  | 2     | 2      | 5     |
| 7       | Finlàndia      | 1  | 0     | 0      | 1     |
| 8       | Itàlia         | 0  | 1     | 3      | 4     |
| 9       | Suècia         | 0  | 1     | 0      | 1     |
| 10      | Txecoslovàquia | 0  | 0     | 1      | 1     |
| Total   | Total          | 16 | 16    | 16     | 48    |

## Resultats

### Salts
Proves masculines
| Proves               | Or                            | Or     | Plata                    | Plata  | Bronze                        | Bronze |
| Trampolí de 3 metres | Ewald Riebschläger · Alemanya | 136.22 | Maurice Lepage · França  | 135.32 | Willi Neumann · Alemanya      | 134.38 |
| Palanca              | Josef Staudinger · Àustria    | 111.82 | Willi Neumann · Alemanya | 108.90 | Ewald Riebschläger · Alemanya | 107.96 |

Proves femenines
| Proves               | Or                     | Or    | Plata                      | Plata | Bronze                    | Bronze |
| Trampolí de 3 metres | Olga Jordan · Alemanya | 77.00 | Madi Epply · Àustria       | 72.86 | ? Schlüter · Alemanya     | 69.??  |
| Palanca              | Madi Epply · Àustria   | 34.28 | Ingeborg Sjöqvist · Suècia | 33.62 | R Cretté-Flavier · França | 32.94  |

### Natació
Proves masculines
| Proves                       | Or                                                                        | Or        | Plata                                                                     | Plata   | Bronze                                                                    | Bronze  |
| 100 metres lliures           | István Bárány · Hongria                                                   | 59.8      | András Székely · Hongria                                                  | 1:00.8  | Pavel Steiner · Txecoslovàquia                                            | 1:03.0  |
| 400 metres lliures           | István Bárány · Hongria                                                   | 5:04.0    | Jean Taris · França                                                       | 5:04.2  | Paolo Costoli · Italy                                                     | 5:16.8  |
| 1.500 metres lliures         | Olivér Halassy · Hongria                                                  | 20:49.0   | Giuseppe Perentin · Italy                                                 | 20:50.6 | Paolo Costoli · Italy                                                     | 21:09.4 |
| 100 metres esquena           | Gerhard Deutsch · Alemanya                                                | 1:14.8    | Aladár Bitskey · Hongria                                                  | 1:15.8  | Károly Nagy · Hongria                                                     | 1:16.2  |
| 200 metres braça             | Ivo Reingoldt · Finlàndia                                                 | 2:52.2    | Karl Wittenberg · Alemanya                                                | 2:54.4  | Erwin Sietas · Alemanya                                                   | 2:55.0  |
| relleus 4×200 metres lliures | Hongria · András Wanié · László Szabados · András Székely · István Bárány | 9:34.0 WR | Alemanya · Karl Schubert · Raimund Deiters · Hans Balk · Herbert Heinrich | 9:48.6  | Itàlia · Antonio Conelli · Sirio Bianchini · Ettore Baldo · Paolo Costoli | 9:49.0  |

Proves femenines
| Proves                       | Or                                                                               | Or     | Plata                                                                        | Plata  | Bronze                                                              | Bronze |
| 100 metres lliures           | Yvonne Godard · França                                                           | 1:10.0 | Willy den Ouden · Països Baixos                                              | 1:11.8 | Joyce Cooper · Regne Unit                                           | 1:12.0 |
| 400 metres lliures           | Marie Braun · Països Baixos                                                      | 5:42.0 | Joyce Cooper · Regne Unit                                                    | 5:54.0 | Yvonne Godard · França                                              | 5:55.4 |
| 100 metres esquena           | Marie Braun · Països Baixos                                                      | 1:22.8 | Joyce Cooper · Regne Unit                                                    | 1:23.6 | Phyllis Harding · Regne Unit                                        | 1:24.8 |
| 200 metres braça             | Cecelia Wolstenholme · Regne Unit                                                | 3:16.4 | Jenny Kastein · Països Baixos                                                | 3:18.2 | Margery Hinton · Regne Unit                                         | 3:20.4 |
| relleus 4×100 metres lliures | Països Baixos · Truus Baumeister · Maria Vierdag · Willy den Ouden · Marie Braun | 4:55.0 | Regne Unit · Valerie Davies · Phyllis Harding · Jean McDowell · Joyce Cooper | 5:00.8 | Hongria · Margit Mallasz · Ilona Tóth · Margit Sipos · Magda Lenkei | 5:02.2 |

Llegenda: WR – Rècord del món

### Waterpolo
| Prova             | Or      | Plata    | Bronze  |
| Waterpolo masculí | Hongria | Alemanya | Àustria |